# Lara (Turkije)

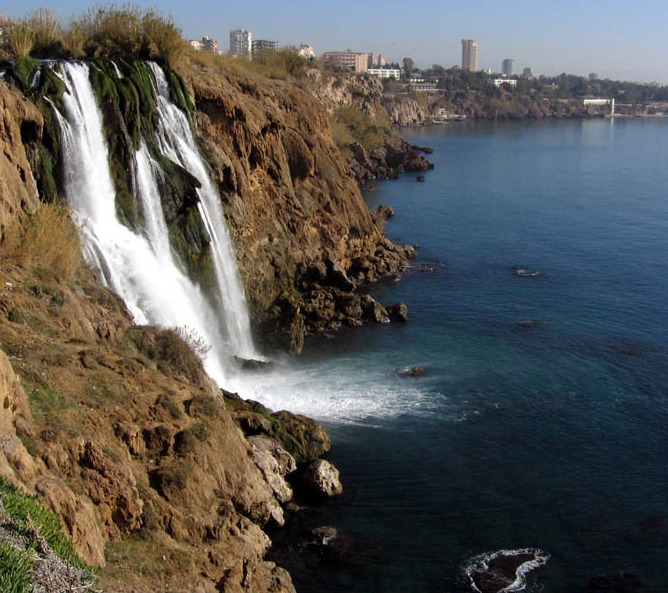
Waterval met Lara in de achtergrond

Lara is een district van de Turkse stad Antalya. De plaats wordt soms het Las Vegas van Turkije genoemd omdat er veel thematische hotels staan zoals dit ook in Las Vegas voorkomt. Zo staat er onder andere een replica van het Kremlin van Moskou. Het strand is een van de langste zandstranden van Turkije.